# William C. Campbell
William C. Campbell (n. 28 iunie 1930, Ramelton⁠(d), Ulster, Irlanda) este un biochimist și biolog irlandez, cunoscut pentru cercetarea sa care a dus la descoperirea de tratamente noi pentru bolile produse de viermii cilindrici. Născut în Ramelton (Donegal, Irlanda), în familia lui R.J. Campbell, a urmat cursurile școalare în Belfast și a absolvit studiile de licență la Trinity College (Dublin) în 1952. Doctoratul l-a obținut la Universitatea Wisconsin în 1957. Între 1957–1990 a lucrat la Merck Institute for Therapeutic Research, iar între 1984–1990 a fost cercetător și director la Assay Research and Development. În 2002 a fost ales membru al United States National Academy of Sciences. În 2015 i s-a decernat Premiul Nobel pentru Fiziologie sau Medicină, fiind laureat alături de cercetătorii Satoshi Ōmura (Japonia) și Youyou Tu (China).